# Fair Head
Fair Head is een klif aan de noordoostelijke kust van Noord-Ierland, in het graafschap County Antrim. De klif ligt 5 kilometer ten westen van Ballycastle stad. Het is een zeer geliefde locatie voor klimsport.

## Omgeving
Fair Head steekt 196 meter boven de zee uit. Wilde geiten kunnen worden gezien op de rotsen onder aan de kliptoppen, waar een pad genaamd The Grey Man's Path langs de kustlijn loopt. Vanaf de weg kan een door mensen in de IJzertijd gemaakt eiland of crannóg worden gezien midden in het meer.
Volgens een verhaal zou Fair Head zijn naam danken aan het verhaal van een mooi rechtschapen (fair-headed) meisje dat in het kasteel op Rathlin Island woonde. Ze had vele aanbidders, wat tot een gevecht tussen hen leidde. Een werd dodelijk verwond en fluisterde terwijl hij stierf zijn dienaar toe om met het meisje te dansen op de klippen onder het kasteel. De dienaar gehoorzaamde, en de twee dansten steeds dichter naar de klip toe tot ze er allebei vanaf vielen en stierven. Het stuk land waar het lijk van het meisje aanspoelde kreeg toen de naam ‘Fairhead’.
In werkelijkheid is het aannemelijker dat de naam (in het Iers, Beinn Bhán, "white headland") dateert van voor het tijdperk van kastelen, en een referentie kan zijn naar de kalkklippen.

## Klimmen

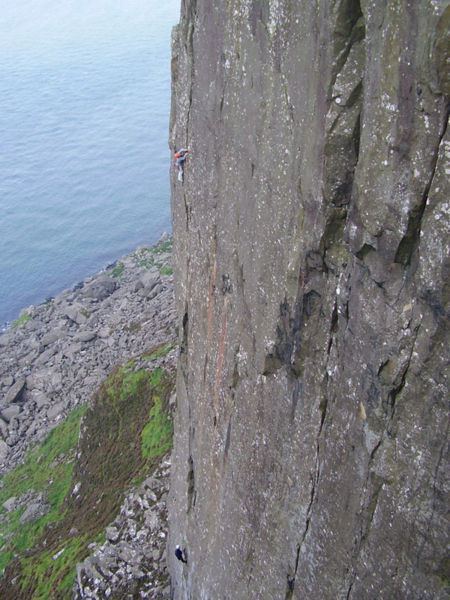
Klimmers op de tweede pitch van Jolly Roger (grade E3/6a) bij Fair Head.

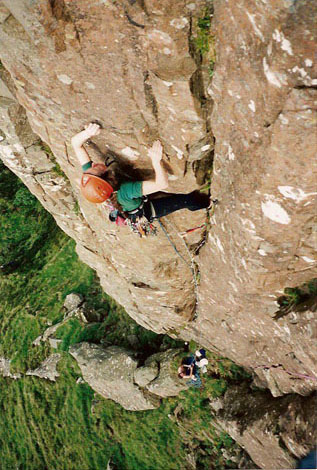
De enkele pitch Fireball (grade E1/5b) bij The Prow, Fair Head.

Fair Head wordt over het algemeen gezien als het beste klimgebied van Ierland, maar door verschillende redenen (waaronder de ligging en de fysieke kracht en klimtechnieken die nodig zijn voor het beklimmen van de rots) trekt hij minder klimmers aan dan men zou verwachten. De klip strekt zich uit over een lengte van 5 kilometer, en is maximaal 100 meter hoog. Het zijn geen zeeklippen, maar worden meer gezien als bergklippen.
De klippen bestaan uit doleriet, wat een mix geeft van steile muren, hoeken en in veel plaatsten kolommen. Naast doleriet zit er ook veel kalk.
De klippen hebben een tot vier “pitches”, verticale stukken waar men een touw nodig heeft om te klimmen. Dit maakt dat de klim een goede voorbereiding vraagt. Veel klimmers tapen hun handen in om hun huid te beschermen tegen wat "Fair Head rash" noemen. Net als bij veel klimgebieden in Ierland wordt traditionele bescherming gebruikt.
Het huidige klimhandboek, gepubliceerd in 2002, bevat ongeveer 400 routers van onder de klimgraad VS/4c tot boven de E6/6b.

### Geschiedenis
De eerste beklimmingen van Fair Head werden gedaan midden jaren 60 van de 20e eeuw door enkele klimmers uit Belfast, en leden van de Spillikin Club uit Dublin. De meeste van deze klimmers volgden de makkelijkste routes langs zogenaamde chimney’s. Desondanks was de trend gezet, en werd de rots steeds populairder. Ondanks het politieke geweld dat kort erna uitbrak ging ontwikkeling in het Fair Head-gebied gewoon door, geleid door het team van Calvin Torrans en Clare Sheridan en een aantal andere klimmers uit Dublin. Deze groep richtte de Dal Riada Klimclub op (vernoemd naar het oude koninkrijk waar dit gebied onderdeel van was).
Er zijn nog altijd stukken rots die nooit zijn beklommen.

### Lay-out
De klippen worden onderverdeeld in verschillende hoofdsectoren. Van oost naar west zijn dit:
- The Small Crag. Deze 20 meter hoge sector bevat zeventig klimgebieden, en strekt zich over een gebied van 1 kilometer uit. Door het lastige bereik is abseilen vaak noodzakelijk.
- The Main Crag (inclusief The Prow) de belangrijkste sector. Deze buigt zich om het hoofdland over een gebied van 3 kilometer, en gevat de langste klim van allemaal: 100 meter. Kan worden bereikt via het Grey Man's Path at het oosten en de Ballycastle Gully in het westen.
- Farrangandoo. Een kleine sector met o.a. kolommen. Bevat 30 klimroutes van elk een pitch.
- Marconi's Cove werd pas ontdekt in 1988, maar bevat 25 goede klimroutes van een patch. Toegang tot deze routes kan soms lastig en tijdrovend zijn.